# Yacimientos Petrolíferos Fiscales Bolivianos
YPFB (acrónimo de Yacimientos Petrolíferos Fiscales Bolivianos), es una empresa estatal boliviana dedicada a la exploración, explotación, refinación, industrialización, distribución y comercialización del petróleo, gas natural y productos derivados. Fue creada el 21 de diciembre de 1936 por Decreto Supremo durante la presidencia de David Toro. YPFB Corporación es una de las empresas más grandes del Estado Plurinacional de Bolivia.

## Nombre
Su nombre proviene de la empresa estatal argentina Yacimientos Petrolíferos Fiscales del que tomó ejemplo para su organización, pero aclarando la nacionalidad de la empresa en el nombre para evitar confusiones con la empresa argentina.

## Historia

### Creación
La creación de YPFB fue provocada por la Guerra del Chaco (1932-1935) entre Bolivia y Paraguay. La necesidad de explotar los depósitos del Chaco Boreal y hacerse cargo de las instalaciones de la Standard Oil Co. of Bolivia que hasta entonces había estado explotando petróleo determinaron que el 12 de diciembre de 1936, ante las recomendaciones del teniente coronel Germán Busch y el ingeniero Dionisio Foianini, el Gobierno del coronel David Toro promulgara el Decreto de creación de YPFB. Una vez nacionalizada la Standard Oil el 13 de marzo de 1937, YPFB se hizo cargo de las instalaciones de la Standard Oil e inició la explotación de petróleo en Bolivia.
Durante los años 40, Bolivia cayó en una inestabilidad política, y YPFB salió adelante por el impulso del presidente Gualberto Villarroel, quien apoyó la construcción de refinerías, oleoductos e importante infraestructura para la comercialización de los productos de la empresa.

### Años 1950

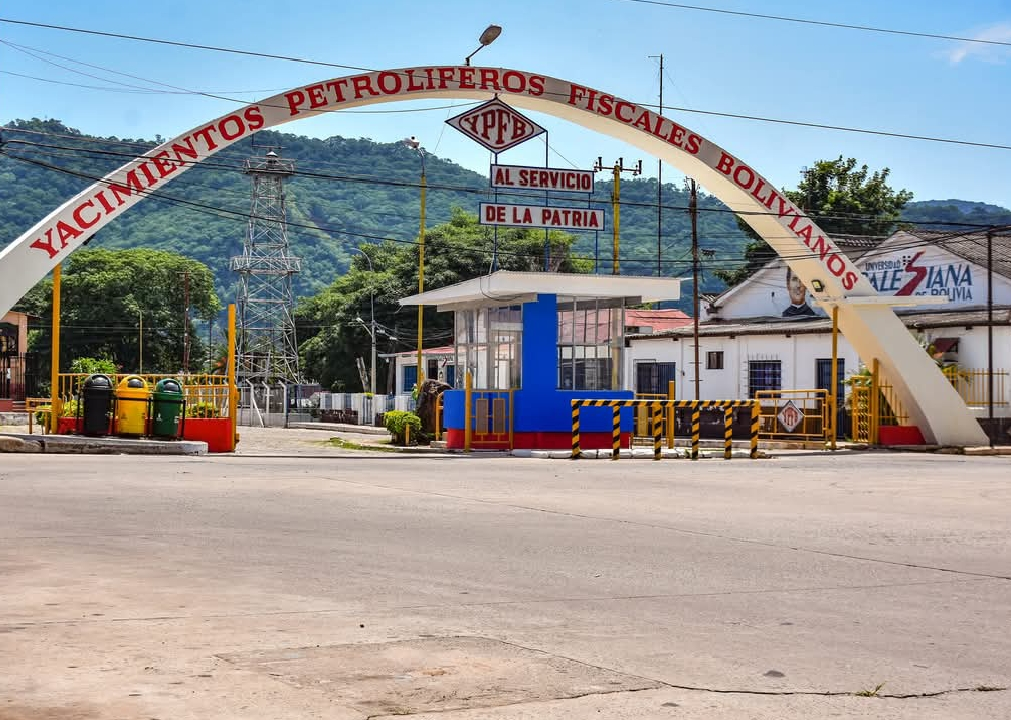
Portería de YPFB en Camiri

En los 50, gracias al trabajo desarrollado de la década anterior y al descubrimiento de yacimientos nuevos, el país logra transformarse en importador de petróleo a país exportador. Hasta entonces, la producción no había logrado abastecer la demanda interna, por lo cual se entra en la "Etapa de Oro" de YPFB.
En 1955, se iniciaron las operaciones del oleoducto Camiri-Yacuiba que permitiría la exportación a la Argentina.
En la segunda mitad de los años '50, también se inicia la construcción del oleoducto Sica Sica-Arica que permitiría realizar exportaciones de petróleo a Chile.
En 1955, el Gobierno del presidente Víctor Paz Estenssoro promulga el Código del Petróleo, permitiendo el ingreso de capitales privados al negocio de los hidrocarburos.

### Años 1960
A principios de los 60, la empresa crece y la producción de sus campos se estanca, obligando a YPFB a tomar créditos internacionales para desarrollar nuevos trabajos de exploración y perforación.
En 1966 se perfora el pozo Monteagudo, con excelentes resultados. En 1967, se descubre San Alberto en Tarija. Esta década también marca la creación de la División de Gas en la Gerencia de Refinerías y Oleoductos en la empresa estatal.
En 1969, durante el gobierno de Alfredo Ovando Candia, se produce la segunda nacionalización de los hidrocarburos, entregados en concesión a través del Código del Petróleo a la compañía norteamericana Gulf Oil. Mediante un decreto ley, la nacionalización es impulsada por el ministro de Minas y Petróleo, Marcelo Quiroga Santa Cruz. El responsable del control y toma de los campos petrolíferos de la petrolera es el general Juan José Torres.

### Años 1970 y 1980
En los 70 se promulga la Ley General de Hidrocarburos que define el marco de los nuevos contratos de operación. También se da inicio a la exportación de gas a la Argentina.
Durante estos años, YPFB crea la División Santa Cruz, que controlaría la producción de diferentes campos de gas, y sobre cuya estructura se crearía la posterior Gerencia de Producción.
La década de los 80 es signada por una gran inestabilidad política, generada por diferentes golpes de Estado, mientras YPFB sufre las consecuencias de la crisis económica y la hiperinflación. El gobierno de Víctor Paz Estenssoro logra conjurar la crisis con el cuestionado decreto 21060.

### Años 1990
Los años 90 se inauguran con la firma del polémico convenio "Borrón y Cuenta Nueva", un acuerdo político perjudicial para las finanzas de la empresa, por el cual se cancelan las obligaciones de la estatal argentina Gas del Estado con YPFB. No obstante, nuevos pozos descubiertos comienzan a producir y a mitigar de alguna manera los efectos de esta mala negociación.

#### Privatización (1996)
Durante el proceso de privatización de la empresa, dirigido por Gonzalo Sánchez de Lozada a partir de 1996, YPFB es literalmente desmembrada en empresas de capitales privados (Andina, Chaco, Petrobras y Transredes, capitalizada por la quebrada norteamericana Enron), que le pagan al país un 18% en concepto de regalías. Esta situación, que inicialmente poseen un ingreso de importantes montos de inversión extranjera. Sin embargo, provoca luego un creciente malestar social que finalmente explota durante el segundo gobierno de Sánchez de Lozada en los sucesos de febrero y octubre de 2003.
En 2004, el presidente Carlos Mesa convoca a un referéndum vinculante cuyo contenido hace referencia específica a la propiedad de los hidrocarburos, a la derogación de la Ley de Hidrocarburos promulgada por Sánchez de Lozada, y a la refundación de YPFB. El referéndum es aprobado por una mayoría aplastante. El Congreso aprueba una nueva Ley de Hidrocarburos gravando la producción con 32% de impuestos, pero manteniendo las regalías en 18%. Mesa se niega a ratificar la Ley pero se exige la nacionalización total de los hidrocarburos. La crisis política desatada termina por provocar la renuncia del presidente a su cargo. Luego de un Gobierno de transición encabezado por Eduardo Rodríguez Veltzé.

### Nacionalización (2006)
El 1 de mayo de 2006, el presidente Evo Morales expropia los hidrocarburos recuperando su propiedad para el Estado boliviano. YPFB renace y el 29 de octubre se firman nuevos contratos con las compañías petroleras privadas estableciendo hasta el 82% de regalías en favor del Estado boliviano.

#### Programa de Inversiones 2010
YPFB Casa Matriz cuenta con un portafolio de 12 proyectos del Programa de Inversiones 2010, a ser ejecutados, por sí misma y los mismos ascienden a $US 305,6 MM. De este total, el monto orientado a las plantas de separación e industrialización, es de $US 88 MM y $US 60 MM, respectivamente, proyectos que tienen el objetivo de sustituir importaciones, generar valor agregado y excedentes económicos. También se encuentra la Expansión de Redes de Gas con un monto de $US 121,1 MM inversión que está destinado principalmente al cambio de la matriz energética a través de la ampliación en la cobertura de las redes primarias y secundarias de gas natural y el proyecto de diseño de una estrategia de instalación de planta de licuefacción, transporte criogénico y re-gasificación, ambos dirigidos a incrementar el consumo de gas natural en las categorías domiciliario, comercial e industrial. Asimismo, en exploración la casa matriz ha previsto invertir $US 14,5 MM para relanzar las actividades prospectivas, por último, se prevé invertir $US 18 MM en comercialización para mejorar el servicio y abastecimiento del mercado a través de la implementación de estaciones de servicios en diferentes regiones del país.
En tanto, las inversiones que serán ejecutadas por YPFB en la gestión 2010 a través de sus empresas subsidiarias ascienden a $US 550,7 MM, inversión que será destinada en más de un 50% a las actividades de exploración y explotación, y el resto se dividirá en actividades de transporte, refinación y almacenaje.
El Programa de Inversiones 2010 de YPFB Corporación comprende 105 proyectos de la Casa Matriz, YPFB Chaco, YPFB Andina, YPFB Petroandina, YPFB Refinación, YPFB Transporte, Gas Transboliviano (GTB), YPFB Logística y YPFB Aviación, con una inversión total de $US 856.3 MM. Adicionalmente, si se incorporan los Programas de Trabajo y Presupuestos (PTP’s), la inversión a ser administrada por YPFB para la gestión 2010 es de $US 1,415.7 MM.

### Planta de Urea - Amoniaco 2017
En septiembre se inauguró la planta de Urea - Amoniaco de YPFB en Bulo Bulo - Cochabamba, esta nueva planta fue construida para industrializar el gas natural y producir fertilizante de alta calidad. La capacidad de esta planta es de 2100 toneladas métricas de urea granulada. Actualmente la planta exporta fertilizantes a Brasil por una cantidad de 238.853 toneladas por año, siendo el principal comprador de este producto hecho en Bolivia.